# Émile-Honoré Cazelles
Pour les articles homonymes, voir Cazelles.
Émile-Honoré Cazelles, né le 14 octobre 1831 à Nîmes (Gard) et mort le 21 décembre 1908 à Saint-Gilles-du-Gard (Gard), est un haut fonctionnaire et philosophe français, traducteur d'œuvres philosophiques.

## Biographie

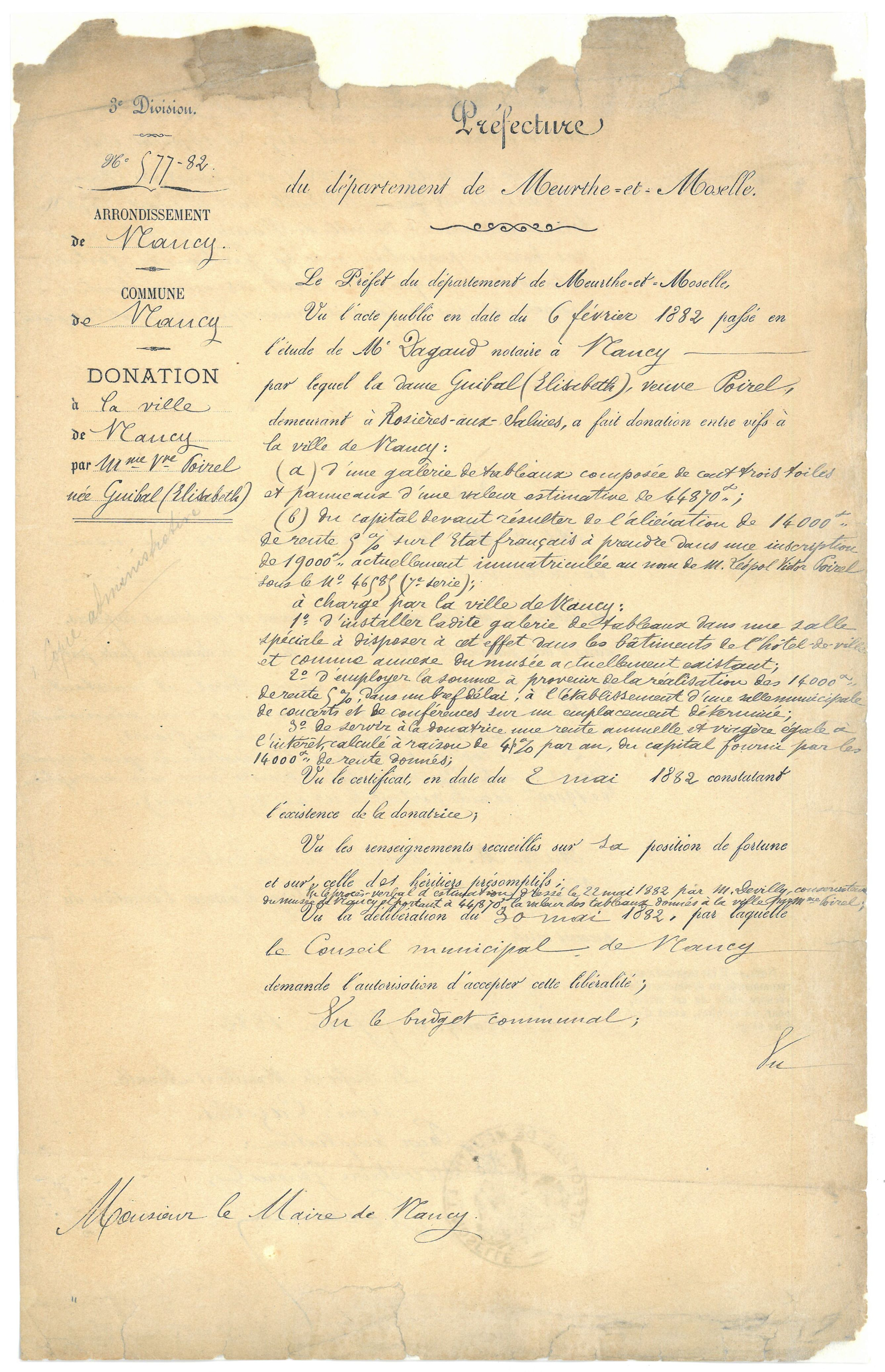
Arrêté du préfet Cazelles concernant la donation Poirel à Nancy.

Il est élève des collèges à Nîmes et Tournon avant d'étudier à la faculté de médecine de Paris. Il est interne des hôpitaux de Paris de 1856-1860 et obtient un doctorat en médecine en 1860 avec la thèse Du Traitement de l'ectropion cicatriciel, sous la direction d’Antoine-Joseph Jobert de Lamballe et de Charles-Pierre Denonvilliers. Selon le chirurgien plastique américain Robert H. Ivy, la thèse de Cazelles constitue la seule description et illustration de la technique de la plastie en Z de Denonvilliers, qui vise à réparer l’ectropion de la paupière.
Il quitte la médecine pour étudier les lettres et la philosophie. Vivant de ses rentes, il se fait traducteur de philosophes néerlandais (Jacob Moleschott) et anglais, surtout John Stuart Mill et Herbert Spencer.
Il est un des principaux traducteurs philosophiques pour la collection «Bibliothèque de philosophie contemporaine» des Éditions Germer Baillière
Républicain, il se pose candidat au conseil général dans le Gard lors des élections de 1869, mais il n'est pas élu.
Le 14 octobre 1870, il est nommé secrétaire général du Gard ; à la fin du gouvernement de la Défense nationale il présente sa démission le 8 février 1871, mais n'est démissionné que le 5 avril 1871. Il se voue de nouveau à la traduction. Cazelles a été parmi les premiers à traduire Herbert Spencer en français et il y a travaillé sur une période de 30 ans. Inversement, son introduction à Les premiers principes de Spencer a été traduite en anglais sous le titre Outline of the Evolution-Philosophy par O.B. Frothingha, 1875.
Début 1878, dès que les républicains sont revenus au pouvoir, il demande un poste de préfet et il est nommé préfet de la Creuse le 22 février 1878, puis muté préfet de l'Hérault le 25 mars 1879.
Il occupe ensuite plusieurs postes de haut fonctionnaire dans l'administration centrale : directeur de l'administration pénitentiaire, le 13 novembre 1879 ; directeur de la Sûreté générale le 9 mai 1880 et directeur de cabinet du ministre Pierre Waldeck-Rousseau, du personnel et de la Sûreté générale le 19 novembre 1881 ; puis directeur de la Sûreté générale le 10 février 1882, mais peu après la chute du gouvernement Léon Gambetta, il est remplacé. Son rapport du 30 juin 1880 au ministre Ernest Constans sur l'importance d'une police de renseignement politique a fait date. Berlière et Vogel le considèrent un des fondateurs de l’administration républicaine de la police .
Le 1er mai 1882, il retourne à l'administration territoriale comme préfet de Meurthe-et-Moselle et passe à la préfecture des Bouches-du-Rhône le 21 octobre 1883. Il sera décoré commandeur de la Légion d’honneur pour son attitude pendant l’épidémie de choléra de 1884 à Marseille,.
Il devient ensuite le premier directeur de l'assistance publique et conseiller d'État, le 1er février 1887. Du 3 avril 1889 au 8 mars 1890 il est chargé de la direction de la Sûreté générale et il est directeur de la Sûreté générale du 25 mars 1890 au 29 février 1892.
Il démissionne à la chute du deuxième gouvernement Charles de Freycinet. Il est nommé au Conseil d'État en 1887 et y restera jusqu'à sa retraite en 1907.
Émile Cazelles est le père de Jean Cazelles, juriste et homme politique, sénateur du Gard. Jean Cazelles a légué la bibliothèque de son père à la commune de Saint-Gilles-du-Gard, .

## Traductions
- Jacob Moleschott, Der Kreislauf des Lebens (1852) - La circulation de la vie : lettres sur la physiologie en réponse aux lettres sur la chimie, de Liebig trad. E. Cazelles, Éd. Germer Baillière, coll. «Bibliothèque de philosophie contemporaine», 1866[13].
- John Stuart Mill, The subjection of women - De l'assujettissement des femmes trad. E. Cazelles, 1869[14].
- John Stuart Mill, An Examination of Sir William Hamilton's Philosophy and of the Principal Philosophical Questions Discussed in his Writings - La philosophie de Hamilton, trad. E. Cazelles, 1869[15].
- Herbert Spencer, First Principles - Les Premiers Principes, trad. E. Cazelles, 1869[16].
- Alexander Bain, The senses and the intellect - Les sens et l'intelligence, trad. E. Cazelles, 1874[17].
- John Stuart Mill, Autobiographie - Mes mémoires. Histoire de ma vie et de mes idees, trad. E. Cazelles, 1874[18].
- John Stuart Mill, Three Essays on Religion - Essais sur la religion, trad. E. Cazelles, 1875[19].
- Jeremy Bentham et George Grote, Analysis of the Influence of Natural Religion upon the Temporal Happiness of Mankind - La Religion naturelle: son influence sur le bonheur du genre humain d'après les papiers de Jeremy Bentham, par George Grote, trad. E. Cazelles, 1875[20].
- John Stuart Mill - La Philosophie de Berkeley, trad. E. Cazelles, in: Revue philosophique de la France et de l’étranger 1re année, tome 1, 1876, p. 125-160[21].
- Herbert Spencer, Principles of sociology - Principes de la sociologie, trad. E. Cazelles et J. Gerschel, 1878[22].
- Herbert Spencer, Principles of Biology - Principes de biologie, trad. E. Cazelles, 1880[23].

## Œuvre
- « Du Traitement de l'ectropion cicatriciel », thèse, Paris 1860.
- « Outline of the Evolution-Philosophy », traduit du français par O.B. Frothingha, 1874.
- « Les principes de la biologie d'après M. Herbert Spencer », La Revue des cours scientifiques, février 1876, p. 183.
- « Modern Philosophical Biology » parts I et II, traduit du français par J. Fitzgerald, Popular Science Monthly Volume 8, mars 1876[24] et Popular Science Monthly Volume 8, avril 1876[25]
- « Origine et développement de la conscience morale d'après George Grote » in  Revue Philosophique de la France et de l'Étranger, Tome II, juillet-décembre 1876 p. 356-366.
- « De l'influence sociale de l'esprit scientifique », in : La Revue scientifique de la France et de l'étranger, Tome XVII, juillet-décembre 1879 p. 196[26].

## Décorations
Nommé chevalier de la légion d'honneur le 12 juillet 1880, officier le 11 juillet 1882 et  commandeur le 30 mars 1885